# 민주당 (1990년 대한민국)

대한민국의 시계열적 정당 지도

민주당(民主黨, Democratic Party)은 삼당합당을 반대하는 통일민주당 잔류 세력과 박찬종, 이철 등의 무소속 의원 등을 중심으로 1990년 6월 15일 창당된 정당이다. 보통 제1차 꼬마민주당으로 불렸다. 1991년 9월 16일 신민주연합당과 함께 민주당으로 신설합당되어 소멸하였다.

## 역사

### 창당 이전
- 1985년 1월 22일 : 신한민주당 창당
- 1987년 5월 1일 : 김영삼, 김대중 등이 신한민주당을 탈당해 통일민주당 창당
- 1987년 11월 12일 : 통일민주당 탈당파들이 평화민주당 창당하고, 김대중을 총재 및 대통령선거 후보로 추대
- 1990년 1월 22일 : 김영삼이 통일민주당을 이끌고 민주정의당, 신민주공화당과 합류, 민주자유당으로 신설합당

### 창당 이후
- 1990년 6월 18일 : 통일민주당 잔류 세력과 박찬종, 이철 등의 무소속 의원 등이 창당
- 1991년 9월 16일 : 평화민주당의 후신인 신민주연합당과 민주당으로 신설합당하여 소멸

## 역대 총재
| 대수 | 역대 대표 | 직함         | 임기                               | 비고                 |
| ---- | --------- | ------------ | ---------------------------------- | -------------------- |
| 1    | 이기택    | 총재         | 1990년 6월 15일 ~ 1990년 11월 16일 | 야권통합 실패로 사퇴 |
| 임시 | 김현규    | 총재직무대행 | 1990년 11월 16일 ~ 1991년 2월 3일  | 이기택 사퇴로 대행   |
| 2    | 이기택    | 총재         | 1991년 2월 3일 ~ 1991년 9월 16일   | 민주당으로 신설합당  |

## 주요 선거 결과

### 지방선거
| 연도   | 선거  | 광역단체장 | 광역단체장 | 기초단체장 | 기초단체장 | 광역의원 | 광역의원       | 기초의원 | 기초의원 |
| 연도   | 선거  | 당선       | 당선비율   | 당선       | 당선비율   | 당선     | 당선비율       | 당선     | 당선비율 |
| ------ | ----- | ---------- | ---------- | ---------- | ---------- | -------- | -------------- | -------- | -------- |
| 1991년 | -     |            |            |            |            | 21/866   | \| \| 2.42% \| |          |          |
|        | 2.42% |            |            |            |            |          |                |          |          |

## 역대 전당대회

### 민주당 창당대회
1990년 6월 15일, 통일민주당 잔류파가 주축이 된 민주당 창당대회는 단일성 집단지도체제를 골자로 한 당헌당규를 통과시키고 대통령중심제 유지와 남북상호승인 및 UN동시가입 등의 내용을 담은 정강정책을 채택한 뒤 총재 선출에 들어갔다.
| 득표순위 | 이름     | 득표수   | 득표율 | 비고 |
| -------- | -------- | -------- | ------ | ---- |
| 1        | 이기택   | 507      | 67.2%  | 총재 |
| 2        | 박찬종   | 201      | 26.7%  |      |
| 3        | 김광일   | 41       | 5.4%   |      |
| 총투표수 | 총투표수 | 총투표수 | 754    |      |

민주당 전당대회는 경선을 통해 이기택 창당준비위원장을 총재로 선출하고 김현규, 홍사덕 의원 등을 부총재로 선출했다.

### 새정치와 개혁을 위한 제2창당대회
1991년 2월 3일, 민주당 전당대회는 민주연합과의 통합을 선언하고 집단치도체제를 골자로 한 당헌개정안을 채택한 뒤 이기택 전 총재를 총재로 추대하고 구 민주당 측 부총재 3명과 민주연합 측 2명을 부총재로 선출하였다. 또한 민주당 대회는 야권통합에 대한 결정권을 정무위원회에 위임했다.

### 1991년9월 11일민주당 정무위원회
1991년 9월 11일, 민주당 정무위는 신민주연합당 김대중 총재와 자당 이기택 총재의 합의에 따라 양당의 통합을 추인했다.

## 같이 보기
- 대한민국의 민주당계 정당
- 통일민주당
- 평화민주당 (신민주연합당)
- 민주당 (1991년 대한민국)